# Zohreh Koudaei
Zohreh Koudaei (Ahvaz, 24 de novembro de 1989) é uma futebolista iraniana que atua como goleira na seleção iraniana.

## Carreira internacional
Koudaei participou com a seleção do Irã em sua campanha de qualificação para as eliminatórias da Copa da Ásia de Futebol Feminino de 2022. Ela ajudou a derrotar a Jordânia em uma partida decisiva, salvando dois pênaltis na disputa de pênaltis, para qualificar o Irã para o torneio final pela primeira vez.

## Verificação de sexo da Associação de Futebol da Jordânia
Em novembro de 2021, ela atraiu a atenção global quando a Associação de Futebol da Jordânia (JFA), depois de perder uma partida nas eliminatórias da Copa da Ásia de Futebol Feminino de 2022 para o Irã, a acusou de ser do sexo masculino. O JFA entrou com um pedido de verificação de sexo com a Confederação Asiática de Futebol. Koudaei anunciou sua intenção de registrar uma queixa à FIFA contra a Jordânia para restaurar sua reputação.